# Округ Куса (Алабама)
Округ Куса (енгл. Coosa County) је округ у америчкој савезној држави Алабама. По попису из 2010. године број становника је 11.539. Седиште округа је град Рокфорд.

## Демографија
Према попису становништва из 2010. у округу је живело 11.539 становника, што је 663 (5,4%) становника мање него 2000. године.
| Група             | 2000.         | 2010.         |
| Белци             | 7.742 (63,4%) | 7.604 (65,9%) |
| Афроамериканци    | 4.172 (34,2%) | 3.582 (31,0%) |
| Азијати           | 5 (0,0%)      | 16 (0,1%)     |
| Хиспаноамериканци | 158 (1,3%)    | 230 (2,0%)    |
| Укупно            | 12.202        | 11.539        |